# Nettastomatidae
Famille
Les anguilles à bec de canard (Nettastomatidae) forment une famille de poissons téléostéens serpentiformes.

## Liste des genres et espèces
- genre Facciolella Whitley, 1938
- genre Hoplunnis Kaup, 1860
- genre Nettastoma Rafinesque, 1810
- genre Nettenchelys Alcock, 1898
- genre Saurenchelys Peters, 1864
- genre Venefica Jordan et Davis, 1891
- Leptocephalus bellottii D'Ancona, 1928